# 马里安山

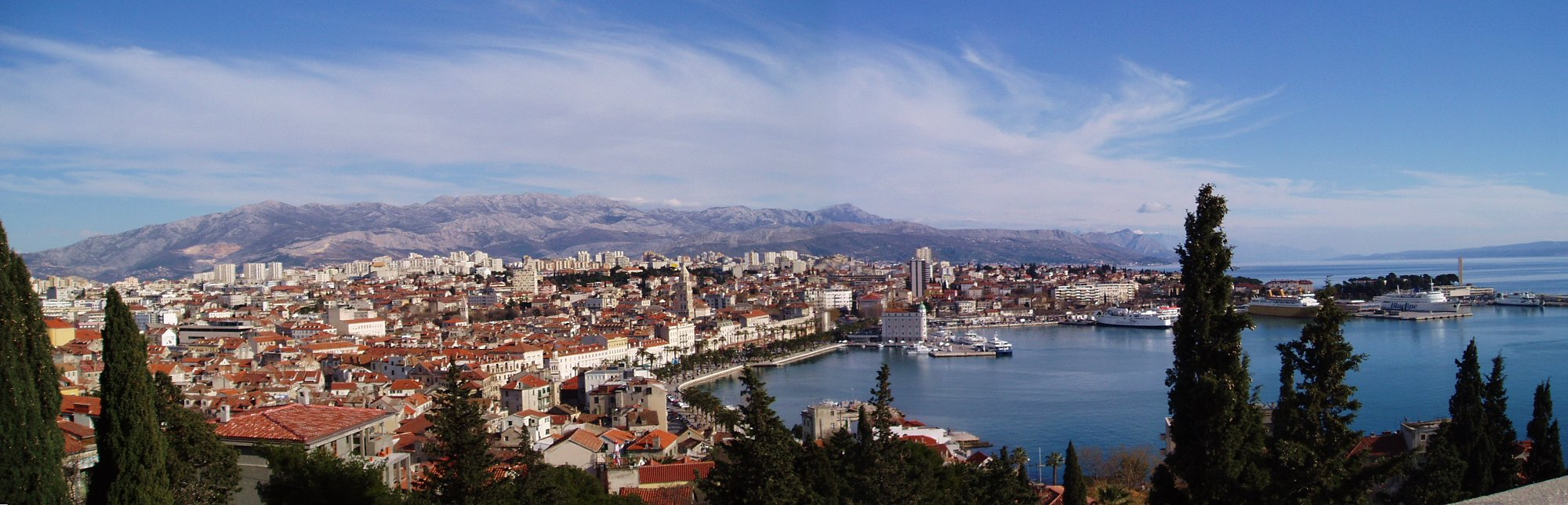
全景

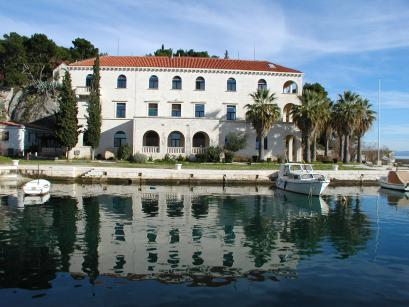

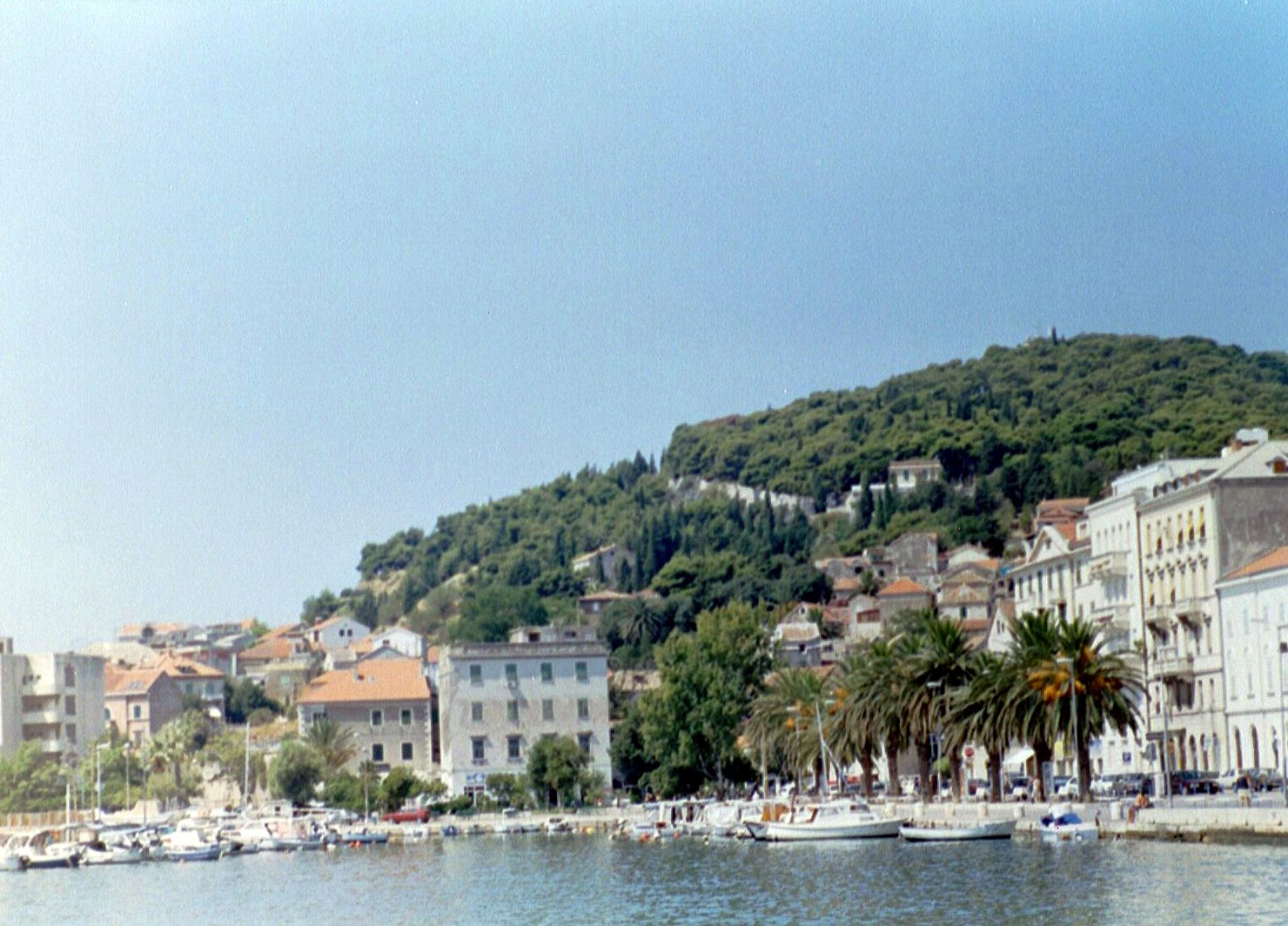

马里安山（Marjan）是克罗地亚的达尔马提亚地区最大的城市斯普利特的半岛上的一座小山。它被覆盖在茂密的地中海松树林中，完全被城市和大海包围，使其成为独特的景观。早在三世纪，它就被市民作为公园使用，是一个受欢迎的周末短途旅游目的地和城市休闲中心。这也是许多海滩和慢跑道以及网球场和动物园的所在地，都被风景优美的森林所环绕。半岛的顶端设有海洋学和渔业研究所（Institut za oceanografiju i ribarstvo, IZOR）。
马里安山高178米，可以欣赏到整个城市、周围的岛屿以及附近的莫索尔和科扎亚克山脉。